# 唐纳德·特朗普言论的真实性

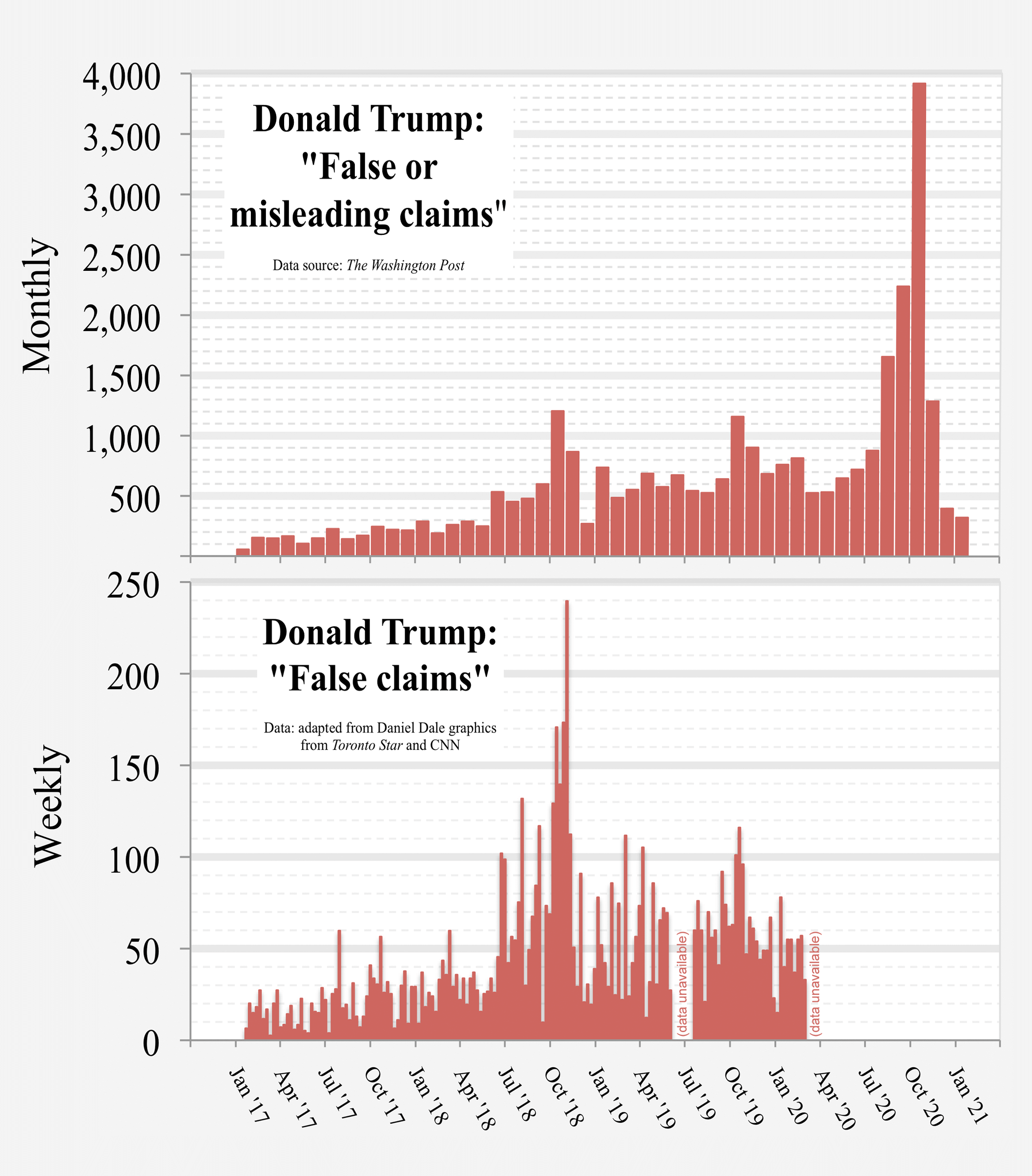
《华盛顿邮报》統計的特朗普的「虛假或誤導性的陳述」（上）以及《多倫多星報》和CNN共同統計的「虛假陳述」（下）。2018年的高峰對應中期選舉，2019年的對應彈劾調查。《華盛頓郵報》報告顯示特郎普在1095日內發表了16,241條虛假或誤導性陳述，日均14.8條。

第45任與第47任美国总统唐納·川普做出过极多的虚假或误导性发言。鉴于此类言论数量之众多，评论者和事實查核组织已经将他的谎言称为是在政治中前所未有的。

## 从商生涯
特朗普在上世纪70年代初将父亲的房地产开发业务扩展到曼哈顿后的几年内，就因其粗犷而富有争议的风格吸引了《纽约时报》的注意，一位房地产金融家在1976年观察称："他的交易很有戏剧性，但都没有成行。到目前为止，他创造力的主要受益者是他的公众形象。" 设计特朗普大厦的建筑师德·斯库特在1976年评价特朗普时说："他在卖东西时非常激进，也许到了夸张的程度。比如，他会说这个会议中心是世界上最大的，但其实不是。他会夸大其词，以达到销售的目的"。
建筑师菲利普·约翰逊（Philip Johnson）在1984年称，特朗普经常撒谎，他还说：“但这是纯粹的亢奋和夸张。它从不涉及任何重要的事情。”
2018年，记者乔纳森·格林伯格（Jonathan Greenberg）公布了1984年的录音，在录音中，特朗普使用假名约翰·巴伦（John Barron）冒充自己的发言人，对自己的财富进行了虚假的断言，以确保自己在福布斯美国400富豪榜上获得更高的排名，包括声称自己拥有90%以上的家族企业。
1984年《GQ》介绍特朗普时引用他的话称，他拥有纽约中央公園南区和美洲大道的整个街区。《GQ》同时指出，特朗普在该地区拥有的两栋建筑可能还不到该街区的六分之一。
在2005年接受《高尔夫杂志》采访时，特朗普说，他之所以能在1985年购买海湖庄园（Mar-a-Lago），是因为他先购买了庄园前面的海滩，然后宣布了在庄园和海之间建大型房屋的虚假计划。
20世纪80年代纽约市前预算主任和副市长、《纽约商业》（Crain's New York Business）前出版人阿莱尔-汤森（Alair Townsend）说："就算唐纳德-特朗普的舌头被公证过我都不会相信他。"利昂娜·赫尔姆斯利（Leona Helmsley）后来在1990年11月接受《花花公子》杂志采访时谈到特朗普时，将这句话作为自己的台词。
1987年10月股市崩盘时，特朗普对媒体说，他在一个月前就卖掉了所有股票，没有损失。但美国证券交易委员会的文件显示，他仍然持有一些公司的大量股份。据《福布斯》计算，特朗普仅在持有的国际度假村公司（Resorts International）上就损失了1900万美元。
1989年，特朗普认为对他净资产的估值过低，他说自己的债务很少。路透社报道，1990年初，特朗普欠70多家银行40亿美元。
1989年特朗普赌场三名高管在直升机坠毁事件中丧生后，特朗普声称自己也曾差点登上了坠毁的直升机。30年后，他的这一说法被特朗普集團的一位前副总裁否认。
1997年，曾受命追回其银行借给特朗普的1亿美元中至少部分款项的本·贝尔津（Ben Berzin Jr.）说：“在与特朗普先生打交道的这段时间里，我不断为他对情境伦理的理解感到惊讶。他似乎无法区分事实和虚构。”
大卫·法伦索尔德（David Fahrenthold）调查了特朗普长期以来关于其慈善捐赠的说法，发现几乎没有证据表明他的说法是真实的。"在法伦索尔德的报道之后，纽约司法部长对特朗普基金会的筹款行为展开了调查，并最终发出违规通知，命令该基金会停止在纽约筹款。基金会不得不承认自己从事自我交易行为，为特朗普、他的家人和企业谋取利益。法伦索德因报道特朗普宣称的慈善捐赠，并“对唐纳德·特朗普对慈善机构慷慨捐赠的说法提出质疑”而获得2017年普利策奖。
1996年，特朗普宣称他在埃文德·霍利菲尔德（Evander Holyfield）和迈克·泰森（Mike Tyson）之间的拉斯维加斯重量级拳击冠军赛中以20比1的赔率下注100万美元。《拉斯维加斯太阳报》报道称，“虽然每个人都小心翼翼地不说特朗普是个骗子”，但没有任何会知晓大笔赌注的人知道特朗普下了该赌注 。
1998年《纽约观察家》在一篇题为《诡谲的唐纳德·特朗普在政治游戏中击败杰里·纳德勒》的文章报道称，“纳德勒断言称特朗普先生为‘骗子’”。"文章引用纳德勒的话说，特朗普在2000亿美元的联邦运输法案中塞进了一项条款，“在深夜里得到了600万美元（联邦资金），而大家对此一无所知。”
2004年他的特朗普大学成立后，特朗普在宣传其大学时宣称，他将亲自挑选所有的教师。特朗普大学前总裁迈克尔·塞克斯顿（Michael Sexton）在2012年的一份证词中称，特朗普没有挑选任何一名教师。
在2004年出版的《比赛很重要：美国最优秀和最聪明的人的体育力量》一书中，特朗普声称他在他的学校1964年对阵康沃尔高中时打出了“胜利的全垒打”，当地报纸上了《特朗普的全垒打赢的了比赛》的头条。多年后，有记者发现，特朗普的高中当年并没有对阵康沃尔，当地报纸也没有这样的头条。此外，特朗普的一位同学回忆了高中时的另一件事，特朗普作为“外野手误打误撞”，将球“刚好打到了三垒手的头上”，然而特朗普后来却对他坚称：“我希望你记住这一点， 我把球打出了球场！”但该事件发生在一个练习场，而不是球场。
特朗普经常出现在纽约的小报上。苏珊妮·穆尔卡希（Susany Mulcahy）在2004年回忆她在《紐約郵報》第六版专栏的职业生涯时对《名利场杂志》说：“我写了不少关于他的文章，但实际上我坐下来，常对人们经常以完全轻信的方式写他感到惊讶。他是一个伟大的人物，但他在90%的时间里都是满嘴胡话”（特朗普对该杂志说，“我100%同意她的观点”）。
在2005年他发起的一场关于自己身价的诽谤诉讼中，特朗普在一份证词中说：“我的净资产是波动的，它随着市场、态度和感觉，甚至是我自己的感觉而上下波动......而这每天都会迅速变化。”
从1978年到1998年一直为特朗普工作的前特朗普集团执行副总裁芭芭拉·雷斯（Barbara Res）说，“他会和工作人员说他那可笑的谎言，在一段时间后，没人相信他说的任何一个字。”
2009年买下特朗普国家高尔夫俱乐部后，特朗普在第14洞和第15洞发球台之间竖起了“血河”（The River of Blood）纪念碑，上面有一块牌子，描述了美国南北战争中伤亡人员的鲜血将河水染红的情景。而“血河”立碑地从来没有发生过这样的事件。

## 在《交易的艺术》中
托尼·施瓦茨是代笔《特朗普：交易的藝術》的记者。2016年7月，施瓦茨接受了简·梅尔的采访，在《紐約客》杂志上发表了两篇文章，在这两篇文章中，他对当时正在竞选总统的特朗普进行了不利的叙述，并描述了他是如何后悔写《交易的艺术》的。当施瓦茨写《交易的艺术》时，他创造了“真实的夸张”（truthful hyperbole）一词，作为一种“艺术性的委婉说法”（artful euphemism）来描述特朗普“与事实的松散关系”（loose relationship with the truth）。书中的这段话提供了背景，以特朗普的口吻写道：“我玩弄人们的幻想......人们希望相信某件事情是最大、最伟大、最壮观的。我把它称为真实的夸张。这是一种天真无邪的夸张形式，而且是一种非常有效的宣传方式。”他说特朗普“很喜欢这句话”。
施瓦茨说，“欺骗”从来都不是“无辜的”。他还说：“真实的夸张是一种矛盾的说法。相当于在说这是个谎言，但谁会在乎呢？”施瓦茨在《早安美國》和《与比尔·马赫的实时对话》节目中重复了他的批评，说他“把口红涂在猪身上”。
弗雷德·特朗普担心二战期间和战后的反德情绪会对他的生意产生负面影响，于是开始声称自己是瑞典裔。弗雷德的儿子特朗普向媒体以及在《交易的艺术》中重复了这一谎言，他声称他的祖父弗里德里希·特朗普“小时候从瑞典来到这里。”在同一本书中，唐纳德还说他的父亲出生在新泽西州。特朗普后来说：“我父亲是德国人。是吧？是德国人。而且出生在德国一个非常美好的地方，所以我对德国很有感情。”特朗普的父亲出生在纽约布朗克斯区。

## 2016年总统竞选活动
在特朗普宣布他参选总统后的六个月内， FactCheck.org将他称为「谎话之王」，并指出，「在FactCheck.org上线12年的历史中，我们从来没有见过能与他匹敵者。」
特朗普助长过一系列阴谋理论，都缺乏实质证据。其中包括：2011年以来的奥巴马公民权阴谋论（birther理论）；即巴拉克·奥巴马总统的出生地不在美国； 2011年，特朗普自称他促使了白宫公开奥巴马的「长式」出生证明，并同时对其真实性提出怀疑。 在2016年，他承认奥巴马是一位在夏威夷出生的自然出生公民。 接着他又誤稱奥巴马出生阴谋论运动是由希拉里·克林顿发起的。
其它的理论则包括泰德·克鲁斯的父亲有参与暗杀约翰·肯尼迪；以及如若没有数百万的非法选民，他会赢得2016年大选的多数选票（在他的选举人团胜利以外）；间谍门阴谋论，指称巴拉克·奥巴马政府在2016年特朗普总统竞选活动中安插了一个奸细，以帮助希拉里·克林顿赢得2016年总统选举。其中后者已被广泛描述为「荒诞」。
特朗普还提出过他的特朗普大厦窃听指控，虽然曾在2017年被司法部两次反驳。 在2018年1月，特朗普声称，联邦调查局雇员彼得·斯奇扎克和丽莎·佩奇之间的短消息无异于「叛国罪」，但《华尔街日报》评价了它们，并得出结论认为这些短消息「并没有显示出阴谋反对特朗普的证据」。

## 第一任总统任期
特朗普的总统任期是以一系列出于他本人的谎言拉开帷幕的。在他就职典礼的第二天，他错误地指控的媒体对于他就职典礼的人群大小说了谎。然后他夸大了人群规模，白宫新闻发言人肖恩·斯派塞支持了他的说法。斯派塞被指故意虚报数字后，凯莉安·康威在接受美国全国广播公司的查克·托德采访时为斯派塞辩护，称他只是说出了另類事實。 托德回答说“另类事实不是事实。他们是谎言。”
特朗普继续声称他取得的选举人团胜利是“压倒性的”； 他在2016年未能赢得的三个州存在“严重的选举舞弊”； 以及克林顿获得了3百万至5百万的非法选票。

### 其它显著的不实言论
- 奥巴马是“ISIS的创始人”（而希拉里·克林顿是共同创始人），因为他们2011年从伊拉克撤军。[87][88][89]专家主张“伊斯兰国”的发展不能完全归罪于美国的撤退，而它本身则是布什政府（英语：Presidency of George W. Bush）的决定.[87]
- 奥巴马政府在伊拉克“积极支持”基地组织[90][91]
- 特朗普“完全反对伊拉克战争”[92][93][94]
- “我们国家的谋杀率处于47年以来的最高”[95][96][97]
- 极地冰盖“处于纪录水平”[98][99][100]（参见全球变暖、全球暖化在北極的影響、北极海冰减少（英语：Arctic sea ice decline））
- 2017年减税与就业法案是有史以来最大的减税[101][102][103]
- 工资在多年来第一次增长[104][105][106]
- 他从没说过俄罗斯没有干预大选[107][108][109]
- 他“20年来第一次”提高了军队薪资[110][111][112]
- 南希·佩洛西支持MS-13[113][114][115]
- 他治下的经济是美国历史上最好的[116][117][118]
- 保罗·曼纳福特（英语：Paul Manafort）“和我们的竞选活动一点关系都没有”[119][120][121]（参见俄罗斯干预2016年美国大选时间线（英语：Timeline of Russian interference in the 2016 United States elections）、特朗普关联人士与俄羅斯官員之间的联系）
- 美国钢铁公司在开启数个新冶炼厂[122][123][124]
- 他颁布了史无前例的国防预算[125][126]
- 他和共和党人“会保护有先存情况（英语：Pre-existing_condition）的患者”而“一些民主党人在讨论终结对先存情况（的医保覆盖）”。[127][128][129]
- 美墨加協議是美国历史上最大的贸易协定[130][131]
- 他的2017年沙特军售协议（英语：2017 United States–Saudi Arabia arms deal）将创造至多一百万美国工作岗位[132][133][134]
- 民主党人想给非法移民免费送车[135][136][137]
- 加利福尼亚居民因为庇护城市“在骚乱”[138][139][140]
- 飓风多利安–阿拉巴马争议（英语：Hurricane Dorian–Alabama controversy）

## 第二任总统任期
特朗普宣称俄乌战争期间，美国对乌克兰提供的援助是欧洲的三倍，但根据基尔世界经济研究所的数据，欧洲拨款了1380亿美元，而美国只拨款1190亿美元。
特朗普宣称乌克兰总统泽连斯基的支持率只有4%，但根据基辅国际社会学研究所的一项民调显示，泽连斯基的支持率在57%左右。

## 可信度
根据一项2018年的SurveyMonkey民调，只有13%的美国人认为特朗普是诚实和可信的。
一项在2018年11-12月进行的华盛顿邮报事实核查民调显示，很少的美国人相信特朗普的若干虚假言论。

### 对特朗普进行事实核查
几个主要的事实核查机构经常对特朗普进行核查，包括： 
- PolitiFact（英语：PolitiFact）[145]在2015年[146] 和2017年授予了特朗普他们的“年度谎言”
- FactCheck.org（英语：FactCheck.org）[147]在2015年将特朗普成为“谎话之王”。[148]
- 《华盛顿邮报》称，截至2018年10月30日，特朗普以总统身份作出了超过6,400个虚假或误导性的发言。[149]
- 《多倫多星報》的丹尼尔·戴尔，更新着一个“未经授权的伪物数据库”。[150]

## 评论和分析
作为总统，川普频繁地在公开演讲和发言中作出虚假陈述。 根据《纽约时报》，特朗普“在他就任的头99天中至少有91天说出过虚假或误导性的言论”， 根据《华盛顿邮报》的“事实核查”政治分析专栏，在他就职以来的263天中他总共发表过1,318条此类言论。 截至特朗普就职后的第601天， 邮报的计数已经超过了5,000条虚假或误导性的发言，并且已经上升到每天平均8.3条。 根据一项研究，虚假言论的频率增加了，同时在他的任期内，特朗普发言中涉及虚假言论的比率也水涨船高。总体上，新闻机构都不愿意给这些发言贴上“谎言”的标签。

## 其他言论
2020年2月14日，CNN发布专题报道，列举了特朗普在上周和前一周分别发表的31份和55份错误言论，其中包括1月底在爱荷华州得梅因举行的竞选集会上发表的22份声明和2月初在北卡罗来纳州夏洛特一所社区学院发表的官方演讲中发表的13份声明。CNN称自2019年7月8日起他们持续调查了31周，得出特朗普现在平均每周有59次错误言论，特朗普自7月8日以来共计发表了1816项错误言论。CNN就此评论认为特朗普是极不诚实的以下为该报道中整理的部分特朗普的相关错误言论：
- 2020年1月30日特朗普接受福克斯新闻（Fox News）采访，儅被问及他计划剥夺公民社会保障的指控时，他表示：“是我救了它（指完善社会保障政策和提高社会保障资金）。民主党过去想这么做（指取消社会保障政策和削减社会保障资金）。”事实上民主党人不想在2016年削减甚至取消社会保障福利，民主党总统候选人希拉里·克林顿在竞选时也提议增加社保福利，故特朗普也并没有拯救这项政策。

- 2020年1月30日特朗普谈到迈克尔·布隆伯格（民主党总统候选人）时说：“迈克尔的表现非常糟糕。你看他的民调数据，他花了很多钱。我能说什么呢？他做得很差。我认为他们都做得很差，因为根据每一项民意调查，我都领先他们很多。”事实上，并非每次关于潜在选战的民调都显示特朗普领先每一位民主党候选人，更不用说“领先很多”最近一些民调显示，特朗普领先一些民主党人。但1月底和2月初的其他一些民调显示，特朗普在全国和关键州都落后于包括迈克尔在内的多名民主党候选人。

- 2020年2月7日特朗普对联邦上诉法院决定驳回民主党国会议员对他的诉讼表示欢迎，然后说，“这是国会230名民主党议员就薪酬问题提出的。”事实上，这起诉讼是215名民主党国会议员提起的，而不是230名，这里的数字很重要，因为这起诉讼指控特朗普违反宪法，从留守其财产的外国政府官员那里获得经济利益，但被三法官小组驳回，正是因为这起诉讼不是由足够数量的参众两院议员提起的。法官们写道：“我们的结论是直截了当的，因为29名参议员和186名众议院议员在两个机构中都不占多数，因此无权批准或拒绝总统接受外国薪酬。”

- 2020年2月7日特朗普在与记者交流时对佩洛西撕毁特朗普讲稿副本事件表示“好吧，我觉得她撕毁演讲稿是件可怕的事情。首先，这是一份官方文件，她所做的是违法的，她触犯了法律。”“那是前几天晚上她撕毁演讲稿时展示的。那太可怕了。这是对我们国家的不尊重。事实上，她所做的一切都是非常违法的。”对此专家告诉各种新闻和事实核查机构，事实上根据政府记录法，佩洛西撕毁特朗普的讲话副本并不违法，因为佩洛西撕毁的讲话副本不是政府记录也不是官方文件。

- 2020年1月28日特朗普在新泽西州怀尔德伍德举行的竞选集会上表示“我们将在科学和医学上取得新的突破，为儿童癌症找到新的治疗方法，结束艾滋病的流行，你能相信吗，在美国，在10年或更短的时间内。我们已经开始了这一进程，过去的政府本可以更早地开始这一进程。他们选择不这样做。我选择了这么做。”；同样，2020年1月30日，特朗普在爱荷华州得梅因市的竞选集会上表示“我们将在科学和医学上取得新的突破，找到治疗儿童癌症的新方法，并在不到10年的时间内结束艾滋病在美国的流行，我们已经开始了。它应该是在上一届政府（奥巴马政府）开始的。令人难以置信的是，它本应更早开始，但我们开始了——在不到10年的时间里，艾滋病的流行将被根除，并将消失。”事实上，据密切跟踪医疗支出的凯撒家庭基金会（Kaiser Family Foundation）提供的数据显示，奥巴马政府每年在国内抗击艾滋病的三个主要项目上的支出超过55亿美元（这还不包括根据国际防治艾滋病倡议支出的数十亿美元开支）。奥巴马还提出了一项防治艾滋病的全面国家战略，专家们指出，奥巴马医改法案帮助艾滋病患者获得医疗保险。非营利组织艾滋病联合会主席兼首席执行官杰西·米兰（Jesse Milan Jr.）表示：“特朗普说奥巴马总统在艾滋病问题上什么也没做，这真是太离谱了。”2019年，特朗普发布了一项名为“结束艾滋病疫情：美国计划”的计划，旨在5年内将美国新增艾滋病感染人数减少75%，10年内至少减少90%。专家说，特朗普的计划正是建立在奥巴马2010年国家艾滋病战略和2015年该战略更新的基础上。
- 2020年1月28日，特朗普在新泽西州威尔伍德的竞选集会上询问众议员杰夫·范德鲁集会场地有多少人，范德鲁答曰有“17.5万人”，他再次询问范德鲁这是否是事实。范德鲁站在他旁边的舞台上，回答说这是事实。特朗普很快补充说，“我们外面有上万人。”事实上，威尔伍德旅游改善与发展局市场与公共关系总监本·罗斯告诉CNN，该局估计特朗普集会场地外的停车场有3000至3500人，街对面的一个公园有2000至2500人。威尔伍德市长Pete Byron告诉CNN，在与市消防局长和警察局长交谈后，他估计镇上有集会会场内有7725人参加集会，其中包括会场内的人。

- 特朗普曾说民主党总统候选人、前副总统拜登的儿子亨特·拜登在“‘他从来都没有工作、没有收入——他一无所有’之后，从外国（乌克兰）赚了数百万美元。”事实上亨特·拜登被任命为乌克兰天然气公司董事会成员之前的几年曾做过说客。2001年亨特·拜登成为一家法律和游说公司的合伙人。在此之前，他还曾供职于金融服务公司MBNA，升任高级副总裁，并供职于美国商务部。据《纽约时报》报道，亨特·拜登在供职于乌克兰之前每月的报酬高达5万美元。

- 2020年2月7日特朗普在北卡罗莱纳州机会峰会上表示“你知道，我们取消了约翰逊修正案，这样他们就可以表达自己的意愿了。对吧？”；同样在一月份对福音派的竞选演讲中，他说：“我们要废除约翰逊修正案，我们做到了。它不再有效了。”事实上特朗普没有取消约翰逊修正案，这是1954年税法中禁止免税宗教组织和其他免税非营利组织支持或反对政治候选人的条款。特朗普在2017年发布了一项“促进言论自由和宗教自由”的行政命令，但该命令并没有取消修正案。专家和活动人士说，这项命令根本没有多大作用，取消修正案需要国会投票表决。
- 特朗普在国情咨文中讲述了一个关于费城四年级学生贾尼娅·戴维斯的故事，他以戴维斯为例，讲述了一个孩子“被困在失败的公立学校里”。他在北卡罗来纳州机会峰会上重复了这个故事的一个版本，暗示戴维斯被困在一所“表现不佳”的学校。事实上贾尼娅·戴维斯没有被困在一所失败的学校。据《费城问询报》报道，她从一年级到三年级就读于一所私立基督教学校后，在一所当地知名的公立学校读四年级。尽管戴维斯确实从私立学校转学了，因为私立学校学费对她的家庭来说太贵了，但她的母亲斯蒂芬妮·戴维斯说，他们不认为公立学校是一个失败的实体：“我不认为马斯特是一所你想离开的学校。我认为这是一个很好的机会。”
- 2020年1月30日，特朗普在爱荷华州得梅因市的竞选集会上表示“在我当选（2017年）前的八年里，全国农场净收入暴跌了20%。如果你看一张延续15年的图表就会发现在我当选前的15年里全国农场净收入每年都暴跌了20%。”事实上，2011年、2012年、2013年和2014年全美的农场净收入均高于2008年，2013年达到1.391亿美元的峰值。那是1973年以来收入最好的一年。美国国会研究服务局2018年2月报告称：“由于大宗商品价格坚挺，农产品出口强劲，美国农业收入在2011年至2014年期间经历了黄金时期。”

- 2020年1月27日特朗普在推特上针对通俄门事件表示“民主党控制的众议院甚至从未要求约翰·博尔顿作证。这取决于他们，而不是参议院！”事实上众议院民主党人“从未要求”博尔顿作证并非事实：民主党人在2019年10月30日要求博尔顿在11月7日自愿作证，但他拒绝露面——因为白宫指示现任和前任政府官员不参加调查，故民主党人决定不发出传票。

- 2020年1月27日特朗普在推特上针对对乌克兰军售表示“此外，我在联合国会见了泽伦斯基总统（民主党人说我从未见过面），并在没有任何条件或调查的情况下释放了对乌克兰的军事援助，而且大大提前了计划。”事实上援助并没有“提前”到达。虽然特朗普确实在2019年9月11日解除了对援助的冻结，比9月30日的法定期限提前了两个多星期，但根据管理和预算办公室国家安全副主任马克·桑迪的弹劾证词，特朗普冻结援助造成的拖延意味着3.91亿美元援助中的3500万美元无法及时送达乌克兰，赶上期限。为了解决这个问题，国会不得不通过延长最后期限的决议。桑迪作证说：“如果不包括特朗普的这一条款，那么截至9月30日的任何未支配资金都将到期。”。